# 光慶寺 (安芸高田市)
光慶寺（こうけいじ）は、かつて広島県安芸高田市に存在していた、浄土真宗本願寺派の寺院である。

## 歴史
天文21年（1552年）、下根村に僧心了が開基した。
平成28年（2016年）、法人登記を廃止して閉鎖。

## 最寄り駅
芸備線（JR西日本）井原市駅、志和口駅、上三田駅

## アクセス
芸備線（JR西日本）中三田駅から7.9km